# 이남용 (필드하키 선수)
이남용(李男用, 1983년 9월 28일~)은 대한민국의 필드하키 선수이며 포지션은 공격수이다. 현재 성남시청 하키단과 대한민국 필드하키 국가대표팀 소속으로 활동하고 있으며, 전라북도 진안군 부귀면 출신이다.

## 학력
- 김제고등학교 졸업
- 한국체육대학교 졸업

## 경력
- 2006년 아시안 게임 남자 하키 국가대표
- 2008년 하계 올림픽 남자 하키 국가대표
- 2010년 아시안 게임 남자 하키 국가대표
- 2012년 하계 올림픽 남자 하키 국가대표
- 2014년 아시안 게임 남자 하키 국가대표

## 수상
- 2001년 전국체전 우승
- 2006년 아시안 게임 남자 하키 금메달
- 2014년 아시안 게임 남자 하키 동메달